# Neotypus amoenus
Neotypus amoenus là một loài tò vò trong họ Ichneumonidae.